# Risøyhamn
Risøyhamn este o localitate din comuna Andøy, provincia Nordland, Norvegia, cu o suprafață de 0,26 km² și o populație de 211 locuitori (2013).